# Да се оправяш сама
Да се оправяш сама (на испански: Consuelo) е мексиканска уеб теленовела, създадена от Хуан Карлос Апарисио Шлесингер и Матео Стивелберг и режисирана от Кения Маркес за ТелевисаУнивисион през 2024 г.
В главните роли са Касандра Санчес Наваро, Ерик Чапа, Катрин Сиачоке, Айлин Янес, Александър Вентоса и Линкълн Паломеке.

## Сюжет
Историята се развива през 1955 г. и проследява Консуело, домакиня от висшата класа, която изглежда живее перфектен живот, докато съпругът ѝ не я изоставя. След като издържа на трудностите на пренебрегната жена, която се опитва да свърже двата края, Консуело решава да продава вибратори, изправяйки се срещу табутата на времето.

## Актьори
- Касандра Санчес Наваро – Консуело де Портийо
- Ерик Чапа – Фернандо Паломарес
- Катрин Сиачоке – Олга Понтон де Асеведо
- Айлин Янес – Матилде
- София Монарес – Марта Патрисия Портийо
- Камила Нуниес – Сесилия Портийо
- Александър Вентоса – Андрес Портийо
- Линкълн Паломеке – Карлос Хулио Портийо
- Паула Барето – Тереса Паломарес
- Вероника Браво – Ингрид
- Юри Варгас – Луси
- Есинед Апонте – Летисия
- Алехандро Гутиерес – Педро Ривапаласиос
- Ана Селесте Монталво – Луиса
- Маура Палма – Ева
- Камила Рохас – Хеновева Ломбардо
- Марио Руис – Хоакин Асеведо
- Рикардо Легисамо – Серхио Ривапаласиос
- Лисет Барера – Мерседес де Ривапаласиос
- Лина Мария Кабесас – Вивиана
- Амалия Сантамария – Лиляна
- Ана Хараба – Амалия
- Елихио Мелендес – Карлос Портийо
- Сантяго Маниньо – Алонсо
- Хуан Себастиан Мурсия – Ектор
- Хуан Диего Родригес – Исраел

## Премиера
Премиерата на „Да се оправяш сама“ е на 19 април 2024 г. по стрийминг платформата на „ТелевисаУнивисион“ Vix.

## В България
Премиерата на теленовелата в България е през март 2025 г. по стрийминг платформата VOYO.